# Spandaramet
Spandaramet, eller Sandaramet, var i armenisk mytologi dödens och underjordens gudinna.